# Константин Головской
Константин Юриевич Головской е руски и казахстански футболист, играл за Левски (София) в периода 2001 – 2004.

## Кариера
Головской е юноша на ФК Спартак Москва. Играе в тима от 1993 до 1998. Головской играе предимно в дублиращия тим на червено-белите и рядко получава шанс за изява в първия тим. През 1998 е продаден на друг тим от столицата на Русия – Динамо. В Динамо Головской записва 49 мача и вкарва 10 попадения. През 2001 е привлечен в Левски (София) за 350 000 долара, като става поредният руснак, играл в тима. Същата година Головской е глобен, след като с Владислав Радимов са участвали в сбиване с охраната на швейцарски хотел, където отборът е бил на лагер. С Левски Костя печели 2 титли на България. През 2005 отива да играе в новакът в премиер-лигата ФК Терек Грозни. Там изиграва само 5 мача и отива да играе в казахстанския Женис Астана. От 2006 до 2010 е футболист на Актобе. През 2011 преминава в Кайрат, като вкарва 10 гола в 29 мача. От 2012 е играч на Тобол.